# Dangcheng (sockenhuvudort i Kina, Hebei Sheng, lat 38,74, long 114,57)
Dangcheng är en sockenhuvudort i Kina. Den ligger i provinsen Hebei, i den norra delen av landet, omkring 200 kilometer sydväst om huvudstaden Peking. Antalet invånare är 23 237. Befolkningen består av 11 197 kvinnor och 12 040 män. Barn under 15 år utgör 25,0 %, vuxna 15-64 år 68 %, och äldre över 65 år 6,0 %.
Runt Dangcheng är det tätbefolkat, med 476 invånare per kvadratkilometer. Närmaste större samhälle är Lingshan, 8,1 km nordost om Dangcheng. Trakten runt Dangcheng består till största delen av jordbruksmark.
Genomsnittlig årsnederbörd är 675 millimeter. Den regnigaste månaden är juli, med i genomsnitt 200 mm nederbörd, och den torraste är januari, med 3 mm nederbörd.